# Kermia harenula
Kermia harenula é uma espécie de gastrópode do gênero Kermia, pertencente a família Raphitomidae.